# Robert Stevenson (Ingenieur)

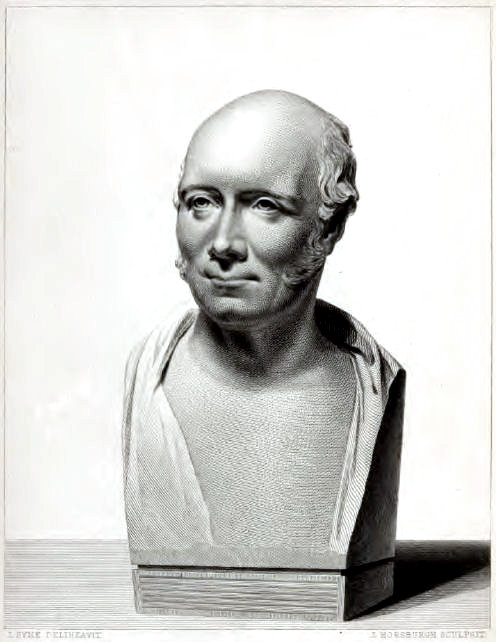
Büste von Stevenson

Robert Stevenson (* 8. Juni 1772 in Glasgow; † 12. Juli 1850 in Edinburgh) war ein schottischer Leuchtturmbauer und Stiefsohn von Thomas Smith, der ebenso Leuchtturmbauer war.

## Leben
Ab 1786 ging Stevenson bei einem Büchsenmacher in die Lehre. Anschließend lernte er bei seinem Stiefvater Thomas Smith. Stevensons Mutter Jane heiratete Smith 1792. Stevenson wurde 1800 Teilhaber im Unternehmen seines Stiefvaters.
Robert Stevenson setzte die von seinem Stiefvater begründete Familientradition von Leuchtturmbauern fort. Seine drei Söhne David, Alan und Thomas, sowie seine Enkel David Alan Stevenson und Charles Alexander Stevenson und sein Urenkel Alan Stevenson folgten ihm beim Errichten von Leuchttürmen nach.
Der schottische Schriftsteller Robert Louis Stevenson, der insbesondere mit seinem Werk „Die Schatzinsel“ bekannt wurde, war der Sohn von Thomas und somit der Enkel von Robert Stevenson.
1815 wurde er zum Mitglied (Fellow) der Royal Society of Edinburgh gewählt.

## Familie
- Robert Stevenson  (1772–1850), schottischer Ingenieur und Leuchtturmbauer
  - Alan Stevenson (Ingenieur, 1807) (1807–1865), schottischer Ingenieur und Leuchtturmbauer, Sohn
  - David Stevenson (Ingenieur) (1815–1886), schottischer Ingenieur und Leuchtturmbauer, Sohn
    - David Alan Stevenson, Enkel
    - Charles Alexander Stevenson (1855–1950), schottischer Ingenieur und Leuchtturmbauer, Enkel
      - Alan Stevenson (1891–1971), schottischer Ingenieur und Leuchtturmbauer, Urenkel

  - Thomas Stevenson (1818–1887), schottischer Ingenieur und Leuchtturmbauer, Sohn
    - Robert Louis (Balfour) Stevenson (1850–1894), schottischer Schriftsteller, Enkel

## Projekte von Robert Stevenson

### Leuchttürme
- 1811: Bell Rock
- 1816: Isle of May
- 1818: Corsewall
- 1818: Point of Ayre (Isle of Man)
- 1818: Calf of Man (Isle of Man)
- 1821: Sumburgh Head
- 1824: Eilean Glas
- 1825: Rhinns of Islay
- 1827: Buchan Ness
- 1828: Cape Wrath
- 1830: Tarbat Ness
- 1830: Mull of Galloway
- 1831: Dunnet Head
- 1833: Girdle Ness
- 1833: Barra Head
- 1833: Lismore

### Andere Bauwerke
- Hutcheson Bridge, Glasgow

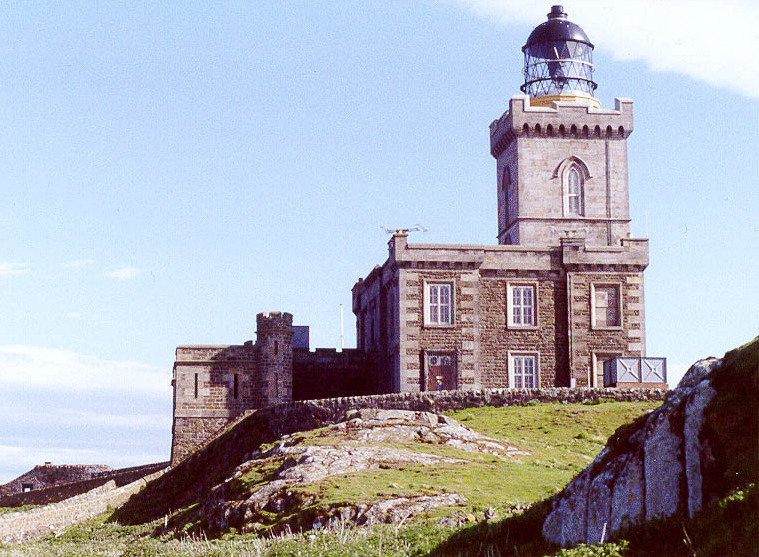
Von Robert Stevenson gebauter Leuchtturm auf der Isle of May

- Melville Column, Edinburgh – Denkmal für Henry Dundas, 1. Viscount Melville

## Numismatische Würdigung
Anläßlich des 250. Jahrestag – Geburt von Robert Stevenson wurden 2022 in einer Leuchtturm-Serie von fünf Münzen von Jersey im Nominal von Two Pounds u. a. mit dem Abbild der Leuchttürme von Bell Rock, La Corbière, Trwyn Du, St. John's Point und Portland Bill geprägt.